# Svédországi Szent Katalin
Svédországi Szent Katalin vagy Vadstenai Szent Katalin (svédül: Katarina av Vadstena), (1331, esetleg 1332 – 1381. március 24.) szentként tisztelt középkori svéd apáca.
Mélyen vallásos svéd főúri családból származott, édesapját, Ulfot a cisztercita rend tiszteli boldogként (minthogy élete végén közös megegyezéssel feleségétől elkülönülve ide lépett be), édesanyja, Svéd Szent Brigitta az egyik leghíresebb középkori női szent. Katalin szülei utolsó, nyolcadik gyermekeként született. Már 1344-ben elvesztette édesapját, 14 éves korában pedig édesapja óhaját követve a nálánál valamivel idősebb Eggart nevű vallásos svéd nemesifjúnak lett a felesége.  Mindössze 4 évig éltek közösen, azt is közös megegyezéssel tiszta házasságban. 1350 körül Katalin férje beleegyezésével meglátogatta édesanyját Rómában. Mivel időközben fiatal férje elhunyt Svédországban, Katalin nem ment vissza, hanem Rómában maradt. Katalin Brigittával együtt látogatta a helyi zarándokokat, segítették a szegényeket, ápolták a betegeket.
1372-ben Katalin elkísérte édesanyját a Szentföldre, majd Brigitta hazatérése és 1373-as halála után visszatért Svédországba, és édesanyja hamvait ott temette el. Nem sokkal később apáca lett, majd 1375-ben ismét Rómába ment, hogy Brigitta szentté avatásakor a kanonizáció kapcsán tanúskodjon édesanyja erényeiről. Személyesen átélhette azt is, amiért Brigitta hiába dolgozott, levelezettː XI. Gergely pápa 1377-ben visszatért a pápák avignoni fogságából Rómába. Brigitta szentté avatását azonban már nem élhette meg, mert az csak 1391-ben történt meg – ő pedig 1380-ban visszatért Svédországba, és 1381-ben el is hunyt 49–50 éves korában. Maradványait édesanyja mellé helyezték, majd 1474-ben őt is a szentek névsorába iktatták.